# Chikurin
Chikurin (竹林杯?) è stato un torneo professionistico di go del Giappone e del mondo.

## Descrizione
Il nome Coppa Chikurin (竹林杯) deriva dalla lettura dei kanji dei nomi di Hideo Otake (大竹) e Rin Kaiho (林). I due giocatori furono gli ideatori del torneo e si adoperarono in prima persona per organizzarlo, con il supporto di due giornali di Go.
Le prime due edizioni furono contese tra 8 giocatori al di sotto dei 24 anni, e che già si erano distinti per i loro risultati nei tornei, la terza e ultima edizione venne tenuta tra quattro giovani emergenti e quattro veterani.

## Albo d'oro
| Anno | Vincitore    | Punteggio | Finalista   |
| ---- | ------------ | --------- | ----------- |
| 1999 | Rin Kono     | 2–1       | Cho U       |
| 2000 | Shinji Takao | 2–1       | Rin Kono    |
| 2001 | Naoki Hane   | 1-0       | Hideo Otake |

## Edizioni
- W indica vittoria col bianco
- B indica vittoria col nero
- X indica la sconfitta
- +R indica che la partita si è conclusa per abbandono
- +N indica lo scarto dei punti a fine partita
- +F indica la vittoria per forfeit
- +T indica la vittoria per timeout
- +? indica una vittoria con scarto sconosciuto
- V indica una vittoria in cui non si conosce scarto e colore del giocatore

### 1999
|  | Quarti di finale | Quarti di finale | Quarti di finale |          |       | Semifinali | Semifinali | Semifinali |  |  | Finale | Finale | Finale |  |
|  |                  |                  |                  |          |       |            |            |            |  |  |        |        |        |  |
|  | Atsushi Kato     | Atsushi Kato     | V                |          |       |            |            |            |  |  |        |        |        |  |
|  | Atsushi Kato     | Atsushi Kato     | V                |          |       |            |            |            |  |  |        |        |        |  |
|  | Shinji Takao     |                  |                  |          |       |            |            |            |  |  |        |        |        |  |
|  |                  | Atsushi Kato     |                  |          |       |            |            |            |  |  |        |        |        |  |
|  |                  |                  |                  |          |       |            |            |            |  |  |        |        |        |  |
|  |                  |                  | Rin Kono         | Rin Kono | V     |            |            |            |  |  |        |        |        |  |
|  | Rin Kono         | Rin Kono         | Rin Kono         | Rin Kono | V     | W+R        |            |            |  |  |        |        |        |  |
|  | Rin Kono         | Rin Kono         |                  |          |       |            |            |            |  |  |        |        |        |  |
|  | Jiro Akiyama     |                  |                  |          |       |            |            |            |  |  |        |        |        |  |
|  |                  | Rin Kono         | Rin Kono         | 2        |       |            |            |            |  |  |        |        |        |  |
|  |                  |                  |                  |          |       |            |            |            |  |  |        |        |        |  |
|  |                  |                  | Cho U            | Cho U    | 1     |            |            |            |  |  |        |        |        |  |
|  | Kim Sujun        | Kim Sujun        | Cho U            | Cho U    | 1     | V          |            |            |  |  |        |        |        |  |
|  | Kim Sujun        | Kim Sujun        |                  |          |       |            |            |            |  |  |        |        |        |  |
|  | Keigo Yamashita  |                  |                  |          |       |            |            |            |  |  |        |        |        |  |
|  |                  | Kim Sujun        |                  |          |       |            |            |            |  |  |        |        |        |  |
|  |                  |                  |                  |          |       |            |            |            |  |  |        |        |        |  |
|  |                  |                  | Cho U            | Cho U    | B+2,5 |            |            |            |  |  |        |        |        |  |
|  | Naoki Hane       |                  | Cho U            | Cho U    | B+2,5 |            |            |            |  |  |        |        |        |  |
|  |                  |                  |                  |          |       |            |            |            |  |  |        |        |        |  |
|  | Cho U            | Cho U            | W+3,5            |          |       |            |            |            |  |  |        |        |        |  |